# Aubigné (Deux-Sèvres)
Aubigné è un comune francese di 214 abitanti situato nel dipartimento delle Deux-Sèvres nella regione della Nuova Aquitania.

## Società

### Evoluzione demografica
Abitanti censiti